# Tristano (racconto)
Tristano è un racconto di Thomas Mann scritto nell'autunno del 1902 e pubblicato l'anno seguente; progettato come una satira burlesca che vuol descrivere il senso di contrasto che sorge tra un modo del tutto eccentrico d'interpretare la bellezza estetica e la realtà concreta quotidiana.
La novella contiene molti riferimenti al mito di Tristano e Isotta, e in particolare allude alla versione operistica della stessa prodotta da Richard Wagner, facendone una parafrasi ironica giustapponendo l'eroismo romantico dei personaggi di Wagner coi loro omologhi essenzialmente difettosi del racconto manniano.

## Trama
Il solitario scrittore Spinell va a respirare per un periodo di tempo l'aria pulita di montagna ritirandosi al sanatorio Einfried; come autore ha avuto successo, le sue pubblicazioni son conosciute e commentate nei salotti più alla moda e nelle riviste letterarie. Spinell ha un acutissimo senso estetico che gli fa intuire come proprie le bellezze della natura: il direttore sanitario, dottor Leander, un po' disprezza implicitamente il suo strano ospite, il quale imperterrito continua con passione indomita a spedire lettere a una quantità sterminata di suoi interlocutori (anche se, per la verità, in pochi gli degnano una risposta).
Un altro paziente della clinica, decisamente più cinico di lui, a causa del suo originale modo di comportarsi e dei suoi denti cariati, alto e grassoccio e senza barba, l'ha ribattezzato "il bambino decaduto". Ma un bel giorno giunge una donna di nome Klöterjahn, moglie d'un uomo d'affari del nord; è venuta a curare anche lei i problemi ai polmoni in sanatorio. Spinell prova subito una profondissima attrazione verso la donna, come fosse stato predisposto tutto da un destino più alto; il loro incontro era fin dall'inizio magicamente segnato! Viene a sapere che da giovane aveva studiato pianoforte, ma che ha dovuto abbandonare il diletto datole dalla musica dopo aver conosciuto il marito, giovane socio d'affari del padre.
Spinell rimane fortemente impressionato dalla grazia delicata della donna, dal fascino soffuso che sembra emanare da lei, dall'impressione di debolezza esteriore che dà. Un pomeriggio cerca di persuaderla a suonare qualcosa al pianoforte e, dopo non poche insistenze, riesce a convincerla (nonostante la cosa le fosse stata espressamente vietata dai medici in quanto deleteria per i suoi nervi). Dopo alcuni Notturni di Chopin si mette a suonare il Tristano e Isotta di Wagner, tutta l'atmosfera circostante s'impregna di quelle note: la storia d'un grandissimo amore, portato avanti fino alla fine nonostante le innumerevoli difficoltà sorte, due esseri stretti nel rapimento del desiderio alla ricerca dell'eterno e dell'assoluto. Nel silenzio celestiale che segue l'esperienza travolgente dell'esecuzione, Spinell rimane completamente rapito.
Riconoscente e pieno d'ammirazione nei confronti della bella interprete, che ora si rende per la prima volta chiaramente conto d'amare, gli si getta in ginocchio davanti con le mani incrociate, in una condizione estatica d'abbandono e gioia. In seguito il marito, rimasto fino ad allora nella sua città natale in riva al Baltico ad esercitar la sua attività commerciale, giunge a farle visita assieme al figlioletto Anton. L'apparizione del bel bambino paffuto in braccio al genitore è per Spinell come un colpo di frusta, ancora preso com'è dalle deliziose sensazioni sperimentate nell'incantesimo di quel pomeriggio davanti al pianoforte. Si decide pertanto a scrivere una lettera ampollosa all'uomo; verbosamente evoca le affinità spirituali che intercorrono tra lui e la giovane moglie di lui, rimproverando al contempo all'uomo uno stile di vita troppo borghese, non adatto all'elevato status interiore di lei. 
Il confronto finale diretto tra i due uomini metterà davanti due concezioni della vita e del mondo radicalmente in antitesi e del tutto inconciliabili. Nel frattempo le condizioni della donna peggiorano drammaticamente, tanto che inizia a sputare sangue; ci si rende conto che la sua morte è imminente. Durante una passeggiata nel lussureggiante giardino della clinica Spinell incontra il piccolo Anton accompagnato per mano dalla baby sitter, che ride e scherza gioiosamente immerso nella natura. L'uomo si ritira di nascosto, un po' inorridito.

## Temi affrontati
Il conflitto tra inclinazione artistica malaticcia e gioia fisica più vitalistica, tra malattia e morte da una parte e realtà sociale dall'altra: due principi questi, rappresentati nei tipi ideali del poeta e del mercante. Soggetto questo impiegato ripetutamente dall'autore, all'inizio di Tonio Kröger e in particolare più tardi ne La montagna incantata.
Il tutto accompagnato acusticamente dall'opera musicale wagneriana di Tristano, simbolismo d'un amore infelice che porta alla morte. Spinell raffigura l'estetismo amorale esasperato; il Signor Klöterjahn incarna invece la vitalità terrena, pratica, quotidiana. Sua moglie è la donna fragile che porta il nome dell'arcangelo Gabriel, in principio completamente sotto l'influenza del marito; Spinell riesce a scoprire le ambizioni nascoste e le aspirazioni della personalità di Gabrielle ma, quando ciò si verifica, l'alienazione dal mondo sicuro datole dal marito la porta rapidamente alla morte.